# Kozet
Kozet (in lingua russa Козет) è un centro abitato dell'Adighezia, situato nel Tachtamukajskij rajon. La popolazione era di 2.290 abitanti al dicembre 2018. Ci sono 82 strade.